# Malin går hem
Malin går hem är en svensk kortfilm från 1953 i regi av Mimi Pollak. I rollerna ses bland andra Naima Wifstrand, Annika Tretow och Åke Fridell.
Filmens förlaga var radiopjäsen Malin går hem av David Ahlqvist. Filmmanuset skrevs av Börje Mellvig, fotograf var Elner Åkesson och kompositör Lille Bror Söderlundh.
Folkrörelsernas Filmorganisation (Filmo) och Kooperativa Förbundet hade 1949 bestämt sig för att spela in ett antal kortfilmer för icke-kommersiell visning för husmödrar och dylika. Företaget kom dock att stanna vid två filmer, varav den första var 1950 års Mamma gör revolution och den andra 1953 års Malin går hem.

## Handling
Den äldre damen Malin Klintbom besöker ett ålderdomshem. Inrättningens disciplin och kollektivistiska anda står henne dock upp i halsen och hon flyr panikslagen till sin stuga.

## Rollista
- Naima Wifstrand – Malin Klintbom
- Annika Tretow – Gun-Britt Danielsson
- Åke Fridell – Jakob Larsson
- Sten Lindgren – prosten
- Anna-Lisa Baude – Lisa Frid
- Magnus Kesster – Elof Frid
- Aurore Palmgren – fru Svensson
- Sif Ruud – Syster Greta
- Börje Mellvig – handelsman Carlefeldt

### Fotnoter
1. 1 2 3  ”Malin går hem”. Svensk Filmdatabas. http://sfi.se/sv/svensk-filmdatabas/Item/?itemid=29472&type=MOVIE&iv=Basic&ref=/templates/SwedishFilmSearchResult.aspx?id%3d1225%26epslanguage%3dsv%26searchword%3dmalin+g%C3%A5r+hem%26type%3dMovieTitle%26match%3dBegin%26page%3d1%26prom%3dFalse. Läst 21 mars 2013.
2. ↑  ”Mamma gör revolution”. Svensk Filmdatabas. http://sfi.se/sv/svensk-filmdatabas/Item/?itemid=17411&type=MOVIE&iv=Basic&ref=/templates/SwedishFilmSearchResult.aspx?id%3d1225%26epslanguage%3dsv%26searchword%3dmamma+g%C3%B6r+revolution%26type%3dMovieTitle%26match%3dBegin%26page%3d1%26prom%3dFalse. Läst 21 mars 2013.